# Citharinus
Citharinus — рід прісноводних променеперих риб, що належать до родини Цитаринових (Citharinidae). Риби цього роду зустрічаються в тропічній Африці.

## Види
До роду Citharinus належать такі види:
- Citharinus citrharus (Geoffroy St. Hilaire, 1809)
- Citharinus congicus Boulenger, 1897
- Citharinus eburneensis Daget, 1962
- Citharinus gibbosus Boulenger, 1899
- Citharinus latus Müller & Troschel, 1844
- Citharinus macrolepis Boulenger, 1899